# Il più bel nome
Il più bel nome nei festeggiarsi il Nome Felicissimo di Sua Maestà Cattolica Elisabetta Cristina Regina delle Spagne (título original completo en italiano; en español, El más bello nombre que celebrar el nombre felicísimo de Su Majestad Católica Isabel Cristina reina de las Españas) es una ópera en un acto con música de Antonio Caldara y libreto en italiano de Pietro Pariati. Se estrenó el 2 de agosto de 1708 en la Llotja de Mar de Barcelona, lo que supone la primera representación operística de Cataluña y la primera de una ópera italiana en la península ibérica.

## Historia
Barcelona ofreció al archiduque Carlos de Austria y a Isabel Cristina de Brunswick-Wolfenbüttel el estreno de Il più bel nome como regalo de bodas. El archiduque Carlos de Austria en aquel momento residía con su corte en Barcelona, en plena Guerra de Sucesión a la corona de España. Carlos de Austria llevó músicos y compositores italianos desde Viena para tener ópera durante su estancia en Barcelona. 
En las estadísticas de Operabase aparece con sólo una representación en el período 2005-2010. Fue la representación, por vez primera después de trescientos años, esto es, en el año 2008, en el mismo lugar; la dirección correspondió a Francesc Bonastre.
Fue la primera representación operística en Cataluña y la primera de una ópera italiana en la península ibérica.